# Sherilyn Fenn
Pour les articles homonymes, voir Fenn.
Sherilyn Fenn, née Sheryl Ann Fenn le 1er février 1965 à Détroit est une actrice américaine, connue pour avoir interprété le rôle d'Audrey Horne dans la série culte Mystères à Twin Peaks, ainsi que pour ses rôles dans les films Des Souris et des Hommes et Boxing Helena, et la série Rude Awakening.

## Biographie

### Jeunesse et débuts (années 1980)
Sherilyn Fenn a des origines irlandaise, italienne et hongroise. Après avoir beaucoup voyagé avec sa mère Arlene Quatro (clavier pour des groupes de rock et sœur de la rock-star Suzi Quatro), elles s'installent à Los Angeles alors que Sherilyn a 17 ans. Elle décide alors d'arrêter le lycée et commence assez rapidement une carrière d'actrice avant de prendre des cours d'art dramatique au Lee Strasberg Theater Institute.
Elle commence sa carrière dès le milieu des années 1980 avec de nombreux films de série B comme Attention délires ! (The Wild Life) (1984) avec Chris Penn, Just One of the Guys (1985) avec Joyce Hyser, ou Phantom (The Wraith, 1986) avec Charlie Sheen.
Elle rencontre Johnny Depp sur le tournage du court métrage Dummies en 1986, puis tourne avec lui dans la série 21 Jump Street. Leur idylle dure jusqu'en 1988.
Elle obtient son premier rôle principal dans le film dramatique À fleur de peau (Two Moon Junction, 1988) de Zalman King, aux côtés de Richard Tyson.

### Révélation (années 1990)

#### Audrey Horne
C'est le rôle de la sensuelle et intrépide Audrey Horne, la femme fatale de la série culte Twin Peaks qui tente de séduire l'agent du FBI Dale Cooper (interprété par Kyle MacLachlan), qui lui offre la célébrité et lui vaut une nomination aux Emmy Awards ainsi qu'aux Golden Globes. Mystères à Twin Peaks, créé par David Lynch et Mark Frost, dure de 1990 à 1991 et le personnage d'Audrey est l'un des plus marquants de la série, notamment pour une scène dans laquelle elle réussit à faire un nœud avec une queue de cerise dans sa bouche ainsi qu'une scène où elle se met à danser seule sur la musique d'Angelo Badalamenti.
Peu après avoir tourné l'épisode pilote de Twin Peaks, David Lynch lui offre un petit rôle dans Sailor et Lula (Wild at Heart, 1990) aux côtés de Nicolas Cage et de Laura Dern, dans lequel elle joue une jeune fille victime d'un accident de voiture vivant les dernières minutes de sa vie et obnubilée par le contenu de son sac à main.
Après Twin Peaks et une série de photos pour le numéro de Playboy de décembre 1990, Sherilyn devient l'un des nouveaux sex symbols (elle est notamment choisie en 1991 par le magazine People comme l'une des 50 plus belles personnes du monde) et peut s'extirper des rôles de série B qui lui étaient proposés jusque-là. Voulant éviter que le rôle d'Audrey ne marque trop sa carrière, elle refuse de reprendre son rôle dans le spin-off basé sur le personnage d'Audrey qui lui est proposée, ainsi que dans le film Twin Peaks: Fire Walk with Me, 1992) (elle tournait alors le film Des Souris et des Hommes).

#### Cinéma indépendant
Se voyant proposer des rôles trop similaires à celui d'Audrey par les grands studios, Sherilyn se tourne vers le cinéma indépendant et choisit de nombreux contre-emplois afin d'éviter d'être catégorisée et pour élargir l'étendue de ses rôles.
Elle incarne alors des rôles variés dans des films tels que Meurtre au Sunset Hotel (Desire and Hell at Sunset Motel, 1992) ou Hit Man, un tueur (Diary of a Hitman, 1991, réalisé par son professeur d'art dramatique Roy London) dans le rôle d'une jeune mère prête à tout pour convaincre le tueur à gage Forest Whitaker d'épargner son bébé. En 1992, elle interprète le personnage de Sheryl Ann DuJean, inspiré par plusieurs des femmes de l'entourage de John Kennedy, notamment Marilyn Monroe, dans Ruby de John Mackenzie (qui retrace la fin de la vie de Jack Ruby) aux côtés de Danny Aiello et Arliss Howard. La même année Gary Sinise la choisit pour son film Des Souris et des Hommes, lui permettant de jouer aux côtés de John Malkovich.
En 1993, elle tourne Boxing Helena, sous la direction de la fille de David Lynch, Jennifer Chambers Lynch. Elle y interprète le rôle d'Helena, une séductrice narcissique, que Julian Sands ampute de ses jambes et de ses bras afin de pouvoir la posséder.
On a pu la voir la même année dans la comédie romantique Trois de Cœur (Three of Hearts) dans le rôle d'une jeune professeur bisexuelle qui hésite entre Kelly Lynch et William Baldwin et dans la comédie Fatal Instinct (qui parodie les thrillers des années 1980 et 90), de Carl Reiner dans le rôle de la secrétaire dévouée d'Armand Assante, aux côtés de Sean Young et Kate Nelligan.
Elle interprète ensuite le rôle d'Elizabeth Taylor dans le téléfilm L'Histoire d'Elizabeth Taylor (Liz : La vie d'Elizabeth Taylor), suivi par deux comédies romantiques: Lovelife en 1996 avec Matt Letscher, Jon Tenney, Bruce Davison, Saffron Burrows et Carla Gugino, dans le rôle d'une serveuse peu confiante en elle-même qui doit reconstruire sa vie après avoir été trompée, et Coup de foudre à Hollywood (Just Write, également connu sous le nom de Tendre imposture) en 1997 dans le rôle de l'actrice préférée de Jeremy Piven, qu'elle confond avec un scénariste renommé.
Lassée d'Hollywood et des rôles qu'on lui propose, Sherilyn Fenn part au Royaume-Uni tourner le drame psychologique Darkness Falls (1999) dans lequel elle se fait séquestrer par un Ray Winstone désespéré.

#### Sitcoms
Revenue aux États-Unis pour le rôle principal d'une nouvelle sitcom, Rude Awakening, l'actrice y incarne Billie Frank, une ancienne actrice de sitcom alcoolique en proie à ses démons intérieurs. La série dure trois saisons diffusées de 1998 à 2001 ; basée sur l'expérience personnelle de Claudia Lonow, la créatrice, productrice et scénariste de la série, elle permet à la comédienne d'explorer un registre comique qu'elle a alors peu exploité.
En 1999, Sherilyn Fenn tourne sous la direction de l'acteur Adrian Pasdar, dans le film néo-noir Cement, dans le rôle d'une femme fatale tentatrice mais inconséquente, dans lequel elle retrouve Chris Penn, également aux côtés de Jeffrey Wright et Henry Czerny.

### Seconds rôles à la télévision (années 2000)
En 2001, elle tourne sous la direction de l'acteur Bruce Davison dans le téléfilm Off Season (Noël en été), aux côtés de Rory Culkin, Hume Cronyn et Adam Arkin. En 2003, elle apparaît dans The United States of Leland, dans le rôle d'une femme qui incarne le bonheur et la joie de vivre pour Ryan Gosling.
Sherilyn Fenn joue également dans de nombreuses séries télé comme 21 Jump Street en 1987, auprès de Johnny Depp, alors son fiancé, Les Contes de la Crypte en 1995, dans un épisode réalisé par Robert Zemeckis, avec Isabella Rossellini et John Lithgow, Friends en 1997, dans le rôle de Ginger, la petite amie de Chandler qui a une jambe de bois. Dans Love Therapy (Cupid) en 1998, elle retrouve Jeremy Piven. Dans Au-delà du réel : L'aventure continue en 2001, elle se fait dupliquer. Elle joue aussi dans Les Nuits de l'étrange (Night Visions, 2001), New York, unité spéciale (2002), NCIS : Enquêtes spéciales (2004) ou Les Experts : Miami (2006). La série Les 4400 en 2005 lui offre le rôle de Jean DeLynn Baker, une 4400 qui a la capacité d'émettre des spores mortelles par la paume de ses mains.
Parallèlement, elle décroche des rôles récurrents dans des séries : Dawson pour trois épisodes en 2002, Boston Public dans quatre épisodes en 2003, et enfin Gilmore Girls  dans huit épisodes de 2006 à 2007.
En juillet 2008, Sherilyn Fenn tourne la comédie noire The Scenesters, écrit, réalisé, produit et également interprété par le groupe comique américain The Vacationeers.

### Retour médiatique (années 2010)
En 2013, elle joue dans quatre épisodes de la seconde saison du drame mafieux situé dans les années 1950, Magic City. L'année suivante, elle enchaîne avec huit épisodes de la série dramatique Ray Donovan. Puis en 2016, elle joue dans cinq épisodes de l'acclamée Shameless.
En 2017, elle revient dans deux rôles réguliers : tout d'abord dans la nouvelle série Confess, puis surtout en reprenant son rôle de Audrey Horne dans la saison 3 évènement de Twin Peaks, écrite et réalisée par David Lynch.
Depuis 2017, elle joue un rôle récurrent dans la série S.W.A.T.

## Filmographie

### Cinéma
| Année | Titre                                                         | Rôle                             | Réalisateur                   | Notes                               |
| ----- | ------------------------------------------------------------- | -------------------------------- | ----------------------------- | ----------------------------------- |
| 1984  | Attention délires ! (The Wild Life)                           | Penny Harlin                     | Art Linson                    |                                     |
| 1985  | Out of Control                                                | Katie                            | Allan Holzman                 |                                     |
| 1985  | Just One of the Guys                                          | Sandy                            | Lisa Gottlieb                 |                                     |
| 1985  | Dummies                                                       |                                  | Laurie Frank                  | court-métrage                       |
| 1986  | Skate Gang (Thrashin')                                        | Velvet                           | David Winters                 |                                     |
| 1986  | Phantom (The Wraith)                                          | Keri Johnson                     | Mike Marvin                   |                                     |
| 1987  | Zombie High                                                   | Suzi                             | Ron Link (en)                 |                                     |
| 1988  | À fleur de peau (Two Moon Junction)                           | April Delongpre                  | Zalman King                   |                                     |
| 1989  | Crime Zone                                                    | Helen                            | Luis Llosa                    |                                     |
| 1989  | Deux frères en cavale (True Blood)                            | Jennifer Scott                   | Frank Kerr                    |                                     |
| 1990  | Backstreet Dreams                                             | Lucy                             | Rupert Hitzig, Jason O'Malley |                                     |
| 1990  | Sailor et Lula (Wild at Heart)                                | Fille dans l'accident            | David Lynch                   |                                     |
| 1990  | Meridian : le baiser de la bête (Meridian: Kiss of the Beast) | Catherine Bomarzini              | Charles Band                  |                                     |
| 1991  | Meurtre au Sunset Hotel (Desire and Hell at Sunset Motel)     | Bridget « Bridey » DeSoto        | Alien Castle                  |                                     |
| 1991  | Hit man, un tueur (Diary of a Hitman)                         | Jain Zidzyck                     | Roy London                    |                                     |
| 1992  | Ruby                                                          | Sheryl Ann « Candy Cane » DuJean | John Mackenzie                |                                     |
| 1992  | Des souris et des hommes (Of Mice and Men)                    | La femme de Curley               | Gary Sinise                   |                                     |
| 1993  | 3 de cœur (Three of Hearts)                                   | Ellen Armstrong                  | Yurek Bogayevicz              |                                     |
| 1993  | Boxing Helena                                                 | Helena                           | Jennifer Chambers Lynch       |                                     |
| 1993  | Fatal Instinct                                                | Laura Lincolnberry               | Carl Reiner                   |                                     |
| 1997  | Lovelife                                                      | Molly                            | Jon Harmon Feldman            |                                     |
| 1997  | Coup de foudre à Hollywood (Just Write)                       | Amanda Clark                     | Andrew Gallerani              | autre titre : Tendre imposture      |
| 1998  | Ennemis non-identifiés (The Shadow Men)                       | Dez Wilson                       | Timothy Bond                  |                                     |
| 1998  | Sur la route d'Ozona (Outside Ozona)                          | Marcy Duggan Rice                | J. S. Cardone                 |                                     |
| 1999  | Darkness Falls                                                | Sally Driscoll                   | Gerry Lively                  |                                     |
| 2000  | Cement                                                        | Lyndel Holt                      | Adrian Pasdar                 |                                     |
| 2003  | Jeux dangereux (Swindle)                                      | Sophie Zenn                      | K.C. Bascombe                 | autre titre : Le dernier casse      |
| 2003  | The United States of Leland                                   | Angela Calderon                  | Matthew Ryan Hoge             |                                     |
| 2003  | Dream Warrior                                                 | Sterling                         | Zachary Weintraub             |                                     |
| 2006  | Novel Romance                                                 | Liza Normane Stewart             | Emily Skopov                  |                                     |
| 2007  | Treasure Raiders                                              | Lena                             | Brent Huff                    |                                     |
| 2007  | Manhattan Samouraï (Fist of the Warrior)                      | Katie Barnes                     | Wayne Kennedy                 | autre titre : Lesser of Three Evils |
| 2009  | The Scenesters                                                | Procureur Barbara Dietrichson    | Todd Berger                   |                                     |
| 2013  | L'Arène (Raze)                                                | Elizabeth                        | Josh C. Waller                |                                     |
| 2017  | I Wish - Faites un vœu (Wish Upon)                            | Mrs. Deluca                      | John R. Leonetti              |                                     |

### Télévision
| Année         | Titre                                                                                 | Rôle                                 | Réalisateur/Créateur               | Notes                                                                                      |
| ------------- | ------------------------------------------------------------------------------------- | ------------------------------------ | ---------------------------------- | ------------------------------------------------------------------------------------------ |
| 1984          | Silence of the Heart                                                                  | Monica                               |                                    | téléfilm                                                                                   |
| 1985          | Cheers                                                                                | Gabrielle                            |                                    | épisode 4.04                                                                               |
| 1987          | 21 Jump Street                                                                        | Diane Nelson                         | David Jackson                      | épisode 1.09 Les frères la terreur                                                         |
| 1987          | Tales from the Hollywood Hills                                                        | Betty                                |                                    | épisode A Table at Ciro's                                                                  |
| 1988          | Divided We Stand                                                                      | Lorraine                             |                                    | pilote non retenu                                                                          |
| 1988          | ABC Afterschool Special                                                               | Beth                                 |                                    | épisode 17.2 A Family Again                                                                |
| 1989          | TV 101                                                                                | Robin Zimmer                         |                                    | épisodes 1.07, 1.08 The Last Temptation of Checker                                         |
| 1990          | Mystères à Twin Peaks (Twin Peaks)                                                    | Audrey Horne                         | David Lynch Mark Frost             | série télévisée (1990–1991) Nommée aux Golden Globes Nommée aux Emmy Awards                |
| 1991          | Dillinger                                                                             | Billie Frechette                     | Rupert Wainwright                  | téléfilm                                                                                   |
| 1994          | Spring Awakening                                                                      | Margie                               | Jack Gold                          | téléfilm                                                                                   |
| 1995          | Slave of Dreams                                                                       | Zulaikha                             | Robert M. Young                    | téléfilm                                                                                   |
| 1995          | Les Contes de la Crypte (Tales from the Crypt)                                        | Erika                                | Robert Zemeckis                    | épisode 6.15 Vivant après la mort                                                          |
| 1995          | L'histoire d'Elizabeth Taylor (Liz: The Elizabeth Taylor Story)                       | Elizabeth Taylor                     | Kevin Connor                       | téléfilm — autre titre : Liz : La vie d'Elizabeth Taylor                                   |
| 1996          | Au cœur du scandale (A Season in Purgatory)                                           | Kit Bradley                          | David Greene                       | téléfilm                                                                                   |
| 1996          | Secret défense (The Assassination File)                                               | Lauren Jacobs                        | John Harrison                      | téléfilm                                                                                   |
| 1997          | Friends                                                                               | Ginger                               | Robby Benson                       | episode 3.14 Celui que les prothèses ne gênaient pas                                       |
| 1997          | The Don's Analyst                                                                     | Isabella Leoni                       | David Jablin                       | téléfilm                                                                                   |
| 1997          | Just write                                                                            | Amanda Clark                         | Andrew Gallerani                   | téléfilm                                                                                   |
| 1997          | ADN, menace immédiate (Prey)                                                          | Dr. Sloan Larkin                     | Tobe Hooper                        | pilote original non diffusé Hungry for Survival                                            |
| 1998          | Le Cauchemar de Joanna (Nightmare Street)                                             | Joanna Burke / Sarah Randolph        | Colin Bucksey                      | téléfilm                                                                                   |
| 1998          | Rude Awakening                                                                        | Billie Frank                         | Claudia Lonow                      | série télévisée (1998–2001)                                                                |
| 1998          | Love Therapy (Cupid)                                                                  | Helen Davis                          | Tucker Gates                       | episode 1.07 L’indifférente et l’apprenti dragueur                                         |
| 1999          | Love, American Style                                                                  | Nancy                                |                                    | segment Love And The Jealous Lover                                                         |
| 2001          | Au-delà du réel : L'aventure continue (The Outer Limits)                              | Nora Griffiths                       | Brad Turner                        | épisode 7.07 La Réplique                                                                   |
| 2001          | Les Nuits de l'étrange (Night Visions)                                                | Charlotte                            | Michael W. Watkins                 | épisode 1.08 Seconde main                                                                  |
| 2001          | Blind Men                                                                             |                                      |                                    | pilote non retenu                                                                          |
| 2001          | Noël en été (en) (Off Season)                                                         | Patty Winslow                        | Bruce Davison                      | téléfilm                                                                                   |
| 2002          | Ellie dans tous ses états (Watching Ellie)                                            | Vanessa                              | Brad Hall                          | épisodes 1.5 Tout un fromage, 1.7 Le cadeau                                                |
| 2002          | Dawson (Dawson's Creek)                                                               | Alexandra « Alex » Pearl             | Kevin Williamson                   | épisodes 5.20 Tu m'aimes, moi non plus, 5.21 Les liaisons orageuses, 5.22 À bout de course |
| 2002          | Les Anges de la nuit (Birds of Prey)                                                  | Dr. Harleen Quinzel                  |                                    | pilote original non diffusé                                                                |
| 2002          | Sur la piste du danger (Scent of Danger)                                              | Brenna Shaw                          | Peter Svatek                       | téléfilm                                                                                   |
| 2002          | New York, unité spéciale (Law & Order: Special Victims Unit)                          | Gloria Stanfield                     | Constantine Makris                 | saison 4, épisode 2 Liaison scandaleuse                                                    |
| 2003          | Indiscrétions fatales (Nightwaves)                                                    | Shelby Naylor                        | Jim Kaufman                        | téléfilm                                                                                   |
| 2003          | Gilmore Girls                                                                         | Sa                                   | Amy Sherman-Palladino              | épisode 3.21 Père et fils                                                                  |
| 2003          | Boston Public                                                                         | Violet Montgomery                    | David E. Kelley                    | série télévisée (2003–2004)                                                                |
| 2004          | La Vie d'une femme (Cavedweller)                                                      | M.T.                                 | Lisa Cholodenko                    | téléfilm                                                                                   |
| 2004          | NCIS : Enquêtes spéciales (NCIS)                                                      | Jane Doe/Suzzanne McNeil             | James Whitmore Jr.                 | épisode 1.10 Amnésie                                                                       |
| 2004          | Century City                                                                          | Bree Clemens                         | Michael Lehmann                    | épisode 1.07 On efface tout                                                                |
| 2004          | Mister Ed                                                                             | Carlotta Pope                        |                                    | pilote non retenu                                                                          |
| 2004          | Pop Rocks                                                                             | Allison Harden                       | Ron Lagomarsino                    | téléfilm                                                                                   |
| 2005          | Seule face à l'enfer (Officer Down)                                                   | Kathryn Shaunessy                    | Christopher Miller                 | téléfilm                                                                                   |
| 2005          | Un amour vulnérable (Deadly Isolation)                                                | Susan Mandaway                       | Rodney Gibbons                     | téléfilm                                                                                   |
| 2005          | Amy (Judging Amy)                                                                     | Heather Reid                         | Helen Shaver                       | épisode 6.22 Mon nom est Amy Gray                                                          |
| 2005          | Les 4400 (The 4400)                                                                   | Jean DeLynn Baker                    | Leslie Libman                      | épisode 2.7 La Cavalière de l'Apocalypse                                                   |
| 2006          | Portée disparue (Roman meurtrier) (Presumed Dead)                                     | Inspecteur Mary Anne « Coop » Cooper | George Mendeluk                    | téléfilm                                                                                   |
| 2006          | Gilmore Girls                                                                         | Anna Nardini                         | Amy Sherman-Palladino              | série télévisée (2006–2007)                                                                |
| 2006          | Les Experts : Miami (CSI: Miami)                                                      | Gwen Creighton                       | Scott Lautanen                     | épisode 4.22 Mort en eaux troubles                                                         |
| 2006          | Three Moons Over Milford                                                              | Janet Davis                          |                                    | pilote original non diffusé                                                                |
| 2006          | Dossier Smith (Smith)                                                                 | Debbie Turkenson                     | Alex Zakrzewski                    | épisode 1.06 Retour au calme                                                               |
| 2007          | Shérif, fais-moi peur : naissance d'une légende (The Dukes of Hazzard: The Beginning) | Lulu Hogg                            | Robert Berlinger                   | téléfilm                                                                                   |
| 2008          | Dr House (House M.D.)                                                                 | Mme Soellner                         | David Straiton                     | épisode 5.11 Le Divin Enfant                                                               |
| 2009          | US Marshals : Protection de témoins (In Plain Sight)                                  | Helen Trask / Helen Traylen          | Félix Enríquez Alcalá              | épisode 2.13 Amour et contrefaçon                                                          |
| 2010          | Psych : Enquêteur malgré lui (Psych)                                                  | Maudette Hornsby                     | Matt Shakman                       | épisode 5.12 Dual Spires                                                                   |
| 2014          | Brittany Murphy : La mort suspecte d'une star                                         | Sharon Murphy                        | Joe Menendez                       | téléfilm                                                                                   |
| 2014          | '´D'amour et de feu (téléfilm)'´                                                      | Bess Kelly                           | '´?´´                              |                                                                                            |
| 2016          | Shameless                                                                             | Queenie Slott                        |                                    | saison 6, récurrente                                                                       |
| 2016          | Croire en ses rêves                                                                   | Marlene                              |                                    | téléfilm                                                                                   |
| 2016          | Esprits criminels                                                                     | Gloria Barker                        | Alec Smight                        | Saison 12 * Épisode 3 :Taboo                                                               |
| 2017          | Twin Peaks                                                                            | Audrey Horne                         | David Lynch                        | Saison 3                                                                                   |
| 2017-en cours | S.W.A.T.                                                                              | Karen, mère de Jim Street            | Shawn Ryan et Aaron Rahsaan Thomas | Saisons 1 et 2                                                                             |
| 2018-en cours | Titans                                                                                | Melissa Roth                         |                                    | Pilote                                                                                     |
| 2019          | Goliath                                                                               | Bobbi                                | David Edward Kelley                | Saison 3                                                                                   |
| 2019          | The Magicians                                                                         | Etta                                 | Sera Gamble (en) et John McNamara  | Saison 4, épisode 2 En quête de mémoire                                                    |

## Récompenses et nominations
- 1990 : Emmy Award : Meilleure actrice dans un second rôle dans un feuilleton ou une série dramatique (Twin Peaks) - nomination
- 1991 : Golden Globe Award : Meilleure actrice dans un second rôle dans une série, une minisérie ou un téléfilm (Twin Peaks) - nomination

## Voix françaises
En France, Anne Rondeleux, et Virginie Méry sont les voix françaises les plus régulières de Sherilyn Fenn, notamment dans plusieurs séries télévisées ou téléfilms. Ivana Coppola, l'a également doublée à cinq reprises. Occasionnellement, l'actrice a été doublée deux fois par Élisabeth Fargeot, et Juliette Degenne.

## Commentaire
- David Lynch a décrit Sherilyn Fenn comme étant « 1,50 m de paradis dans une queue-de-cheval »[6]. Il a également dit que Sherilyn Fenn lui a toujours fait penser à une poupée de porcelaine. C'est de cette impression que lui est venue l'idée de la scène de l'accident de voiture dans Sailor et Lula. Il a filmé le personnage interprété par Sherilyn Fenn comme une poupée de porcelaine brisée.